# UFO: Aftershock
UFO: Aftershock является второй игрой компании ALTAR Interactive из серии UFO, продолжение знаменитой линейки игр X-COM. Так же как и её предшественник UFO: Aftershock является смесью тактического экшена и глобальной стратегии, в которой игрок управляет действиями элитного подразделения сухопутных войск и строит сеть связанных между собой баз, собирая для этого определённого рода ресурсы. События UFO: Aftershock происходят на Земле. События, непосредственно предшествующие началу игры, показаны во вступительном ролике, тогда как подробности более ранней истории можно открыть по сюжету, проводя определенные исследования.

## Предыстория
2054 год. 50 страшных долгих лет прошло с тех пор, как в результате неведомой Катастрофы поверхность Земли стала полностью необитаемой. Спасая свои жизни, остатки населения укрылись в парящей над планетой колонии «Лапута». Но даже перед лицом тотального истребления земляне не смогли избавиться от своих пороков — жестокое и коррумпированное руководство Лапуты («Совет Земли») спровоцировало жителей колонии на конфликт.
Потом ситуация стала ухудшаться. Система жизнеобеспечения стала давать сбои, а «Совет» не мог отремонтировать его. Вместо того, чтобы пойти навстречу своему народу, «Совет» принял самые жёсткие меры, пытаясь подавить недовольство. Вскоре выяснилось, что «Совет» и понятия не имеет, как действуют системы Лапуты. Когда люди об этом узнали, конфликт обострился. Вспыхнули восстания. Во время боёв был повреждён один из двигательных блоков, последствия чего оказались ужасными. Последнее прибежище человечества начало стремительно разрушаться. Бежать было некуда. Однако часть людей успела добраться до спасательных капсул. Никто понятия не имел, как ими управлять, но у капсул оказался активен автопилот — и они доставили выживших на другую, незаселённую Лапуту, снабжённую, помимо прочего, модулем для планетарных операций.
В процессе игры постепенно выясняется история событий, приведших к Катастрофе. Оказывается, споры биомассы завезли на Землю Ретикулане. Та начала стремительно разрастаться, захватывая всё новые территории и изменяя живые организмы, вступавшие с ней в контакт. Государства планеты объединились, чтобы дать отпор этой глобальной угрозе. Ретикулане и мутанты активно защищали биомассу от посягательств людей, что вылилось в полномасштабную войну. В итоге, решив не тратить больше время и ресурсы на затянувшееся противостояние, пришельцы предлагают человечеству прекратить войну и покинуть планету, перебравшись на созданные ими из разобранных космических кораблей орбитальные города. Этим событиям была посвящена предыдущая игра серии — UFO: Aftermath, хотя там всё же давался выбор — отправиться на Лапуты или, продолжив войну, иметь возможность победить пришельцев. Катастрофа произошла вскоре после принятия Советом предложения Ретикулан и создания Лапут.

## Сюжет
Итак, люди получают возможность вернуть себе утраченную Землю. Однако оказывается, что это не так просто — планета отнюдь не безжизненна. Помимо слабых в целом мутантов и Ретикулан (пришельцев, потерявших псионические способности и разум после Катастрофы, однако сохранивших навыки владения своими видами оружия), на Земле есть другие группы обитателей. Это обычные люди, а также расы киборгов и псиоников, появившиеся после Катастрофы. Расы разобщены — люди по-прежнему не умеют принимать отличных от себя существ, но лапутяне могут собрать их в единый союз. Кроме того, часть поверхности всё ещё покрыта биомассой, которая по местным легендам и стала причиной Катастрофы, сгенерировав по непонятным причинам чудовищной силы пси-импульс, уничтоживший большинство живых существ планеты и так или иначе повлиявший на выживших.
Лапутяне создают Содружество, куда также входят люди Земли, киборги и псионики, Содружество расширяется, присоединяя к себе всё больше территорий. Повсюду строятся разнообразные лаборатории и заводы, налаживается добыча ресурсов. Кроме мутантов и одичавших Ретикулан, экспансии Содружества противостоят группы культистов — фанатиков, обитающих в регионах, где всё ещё сохранилась остатки биомассы, в основном погибшей при Катастрофе. В этой военизированной организации состоят представители всех земных рас. Культисты ждут со дня на день прибытия неведомых Владык, которые исполнят некую великую цель, уничтожая при этом всех «неверных» — не состоящих в культе. Внезапно сканеры Лапуты засекают приближение к Земле огромного, около пятидесяти километров радиусом, объекта, судя по всему, обладающего собственным двигателем. Когда он прибывает, с него стартует бот с отрядом десантников пришельцев, не принадлежащих к расе Ретикулан и неизвестных им. Отбив атаку, лапутяне устанавливают на свою орбитальную базу противоабордажные орудия и запускают зонд-разведчик для исследования вражеского корабля, но весь экипаж умирает, попав в зону действия защитной сети звездолёта.
Варготы — так называются эти новые враги — из-за невозможности более атаковать Лапуту, вместе с культистами постоянно атакуют позиции людей на планете. Со временем лапутяне выясняют, что варготы — религиозная милитаризованая организация, во главе которой стоит великий жрец. Непонятно почему они воспылали идеей прибыть на Землю и уничтожить людей. Захватив у культистов устройство для связи с кораблём, лапутяне научились отключать системы защиты корабля варготов. Они построили новый, улучшенный космический корабль и высадились на вражеский звездолёт. Как оказалось, это было огромное живое существо (позднее его назвали «Мирмеколом»), прирученное варготами для космических перемещений в качестве «звёздной лошадки». Разрушив три главных связующих кабеля этого корабля, люди тяжело ранили «Мирмекола», из-за чего гигантский организм развалился и сгорел в атмосфере вместе с варготами.
Вдруг из космоса появляются новые Ретикулане, которые преследовали своих братьев-отступников. За 50 лет полёта их корабли значительно пострадали — отступники, подняв бунт и захватив массу снаряжения, бежали, разрушив портал в Солнечную систему, из-за чего жаждущим крови ренегатов собратьям было непросто до них добраться. Вскоре после крушения их звездолёта на поверхности Земли, Лапутяне спасли от культистов немногих выживших Ретикулан.
Некоторое время спустя появился ещё один мирмекол, но уже с другими инопланетянами — «звёздными призраками». Это странные существа, обладающие мощными пси-способностями. Сами они в бою непосредственно не участвуют, оставаясь на корабле. Сражаются лишь их «слуги» — биомеханические существа, управляемые пси-способностями призраков, которые перемещают своё сознание на землю в форме нематериальных «облаков», уязвимых только для звукового или псионического оружия. Призраки устанавливают на Земле Колонны Смерти, превращающие огромные площади в псионическую пустыни. Добраться до их корабля невозможно — призраки, наученные горьким опытом коллег-варготов, держатся на орбите Меркурия, вне пределов досягаемости нового корабля лапутян. Люди снова вынуждены вести бессмысленные бои.
Вдруг часть техников и учёных создаёт «Церковь всеобъемлющей любви». Цели их, однако, очень похожи на цели культистов. Захватив часть снаряжения, члены Церкви подняли на Лапуте восстание. Однако бойцы мобильных групп остались верны своему долгу, и бунт удалось подавить. При допросах бунтарей выяснилось, что некий «голос» призывал их присоединиться к культу, причём нечто подобное в ходе допросов ощущали и сами дознаватели.
Учёные Лапуты высказывают предположение, что мирмеколы и есть причина всех бед. Сопоставив все имеющиеся данные, они сумели разгадать причину всего происходящего. В симбиозе мирмеколов и пришельцев главенствовали вовсе не инопланетяне. Мирмеколы просто использовали их, как инструменты, в собственном своеобразном процессе размножения.
Цикл жизни мирмеколов таков: «самка»-мирмекол с помощью захваченной её псионической силой расы (в данном случае это были Ретикулане-отступники) покрывает биомассой планету. Покрыв планету полностью, биомасса погибает, испуская мощный псионический импульс, выполняющий роль «брачного зова». Именно такой импульс значительно ослабил Ретикулан и привёл к появлению псиоников. «Услышав» этот «зов», «самцы»-мирмеколы также захватывают под контроль представителей встретившихся им рас (в данном случае — варготов и «призраков»), летят на «зов» и, прибыв, начинают битву, пока население планеты и захватившие более слабые расы другие «самцы» не будут уничтожены. Оставшийся сильнейший «самец» совокупляется с «самкой».
В итоге лапутяне выясняют, что на Земле «самки» нет, она находится на оборотной стороне Луны, используя в качестве логова заброшенную ретикуланскую базу (куда можно было отправиться в UFO: Aftermath). Для её уничтожения отправляется экспедиция.

## Игровой процесс
Стратегическая карта состоит из геосферы нашей планеты. Именно здесь игроку предстоит: захватывать и защищать новые провинции, строить базы на столичных провинциях, на базах строить лаборатории, заводы, оборонительные сооружения, библиотеки, школы и колледжи. Время от времени с незанятых провинций группировки землян, живущие в ней, будут просить у игрока помощь. Теоретически, в провинции либо живёт группировка землян, либо она населена дикими мутантами. Однако можно и не дожидаться, когда местные аборигены попросят о помощи, а самостоятельно попросить задание в данной области. Если аборигены относятся к игроку хорошо, они с радостью передадут ему контроль этой провинции; если не очень — всегда можно попросту захватить провинцию, но это сильно попортит ваши дипломатические отношения с данной группировкой.
Каждая подконтрольная провинция даёт нам один из трёх видов ресурсов: низкотехнологичное сырьё, высокотехнологичное сырьё или сырьё инопланетного происхождения. Эти ресурсы нужны для строительства и обслуживания зданий на базах и для поддержки маршрутных путей, которые соединяют между собой базы. Маршруты и отнимают большую часть ресурсов.
- Низкотехнологичные материалы являются самыми распространёнными. Это останки некогда процветающей земной цивилизации: металлический лом, отдельные детали простых механизмов и т. д. Низкотехнологичное сырье обычно можно найти на заброшенных заводах, промышленных зданиях или складах, что находятся на территории людей.
- Высокотехнологичные материалы встречаются гораздо реже. К ним относятся элементы приборов и оборудования старой Земли, детали различных систем управления, компьютерного электронного оружия. Высокотехнологичное сырьё можно найти на заброшенных атомных заводах и военных базах. Такими ресурсами обычно пользуются киборги.
- Сырье инопланетного происхождения встречается реже всего. Оно было произведено не землянами, а инопланетянами. Такие материалы можно найти только на заброшенных базах пришельцев или на местах крушения их кораблей. Такими ресурсами часто интересуются псионики.

## Системные требования
- Минимальные

Операционная система — Windows® 2000/XP
Процессор — 1 ГГц
Оперативная память — 512 Мбайт
Видеокарта — класса NVidia® GeForce® 5700 или ATI® Radeon® 9500
Звуковая карта — DirectX®-совместимая аудиокарта
Место на диске — 4 Гбайт
Дополнительное ПО — DirectX® 9.0с
- Рекомендуемые

Операционная система — Windows® 2000/XP
Процессор — 2 ГГц
Оперативная память — 768 Мбайт
Видеокарта — класса NVidia® GeForce® 6600 или ATI® Radeon® 9700
Звуковая карта — звуковая карта: DirectX®-совместимая
Место на диске — 4 Гбайт
Дополнительное ПО — DirectX® 9.0с

## Отзывы
| Сводный рейтинг | Сводный рейтинг |
| Агрегатор       | Оценка          |
| --------------- | --------------- |
| GameRankings    | 71,77 %         |